# Saint-Jean-de-Niost

Saint-Jean-de-Niost este o comună în departamentul Ain din estul Franței.